# Bertha Brewster
Bertha Brewster (* 27. Mai 1887 in Lewes, Sussex; † 1. August 1959 in Sallanches, Haute-Savoie, Frankreich) war eine englisch-britische Suffragette, deren bekannteste Aktion ein Brief an den Herausgeber von The Daily Telegraph im Februar 1913 war.

## Leben
Brewster wurde als Tochter von Bertha (* 1863) und George Rice Brewster (* 1860) aus Henfield in der Nähe von Horsham in West Sussex geboren. Ihr Vater stammte aus vermögenden Verhältnissen. Ihr Bruder Philip Brewster wurde 1889 geboren. Sie und ihr Bruder waren Tagesschüler an der koedukativen privaten Bedales School. Die Volkszählung von 1901 zeigt, dass die Familie Brewster in Steep, Hampshire, wohnte, wo sich die Schule befand. Aufgrund ihrer akademischen Fähigkeiten war sie eines von zwei Mädchen, die 1905 nach Abschluss der Bedales School die Universität von London besuchten; es scheint jedoch nicht so, dass sie jemals einen Abschluss gemacht hat.
Im Jahr 1908 traten sie und ihre Mutter der Women’s Social and Political Union (WSPU) bei, und Mutter Brewster wurde später Sekretärin der Ortsgruppe Ombersley. Brewster wurde zum ersten Mal im August 1909 verhaftet, als sie und unter anderem Mary Leigh, Rona Robinson und Theresa Garnett, ein Haus neben einem Saal in Liverpool mieteten, in dem Richard Haldane, ein liberaler Abgeordneter und Kriegsminister, eine Rede halten sollte. Als die Versammlung begann, kletterte eine der Frauen auf das Dach ihres gemieteten Hauses, während eine andere unten zu der Menge sprach. In Presseberichten über den Vorfall hieß es, dass Schieferplatten und andere Gegenstände vom Dach des Hauses auf die Fenster des Saals geschleudert wurden, so dass Haldane seine Rede unterbrechen musste. Am 24. August 1909 wurde Brewster zu vier Wochen Gefängnis verurteilt, die im Walton Gaol zu verbüßen waren, während die anderen beteiligten Frauen jeweils acht Wochen erhielten. Brewster protestierte dagegen, dass ihre Strafe unangemessen milde ausfiel. Die Zeitung Votes for Women berichtete, dass die Frauen während des Transports zum Gefängnis die Marseillaise sangen und eine Fahne mit der Aufschrift „Votes for Women“ vom Dach des Gefängnistransporters schwenkten. Da die Behörden sie nicht als politische Gefangene anerkannten, traten die Frauen in einen Hungerstreik und verweigerten drei Tage lang die Nahrungsaufnahme, bevor sie nach zwei weiteren Tagen entlassen wurden.
Nach ihrer Entlassung aus dem Gefängnis wurden die Suffragetten wegen mutwilliger Beschädigung im Walton Gaol angeklagt, wo sie angeblich Fensterscheiben eingeschlagen hätten. Brewster wurde vorgeworfen, in ihrer Zelle 15 Glasscheiben im Wert von 3 Schilling 9 Pence eingeschlagen zu haben. Die freigelassenen Frauen erklärten, dass sie für die Beschädigung der Fenster bereits bestraft worden seien und dass sie aber bereit seien, die Kosten für die Reparatur zu übernehmen. Die Behörden behaupteten, Brewster sei aufgrund ihres Hungerstreiks im Gefängnis krank und daher nicht in der Lage gewesen, bestraft zu werden. Im September 1909 wurde eine Vorladung zu ihrer Verhaftung ausgestellt, und Brewsters Mutter beauftragte einen Anwalt mit der Verteidigung ihrer Tochter und der Zahlung etwaiger Entschädigungen. Der Richter bei der Anhörung weigerte sich jedoch, die Argumente des Anwalts anzuhören, und erließ einen Haftbefehl gegen Brewster.

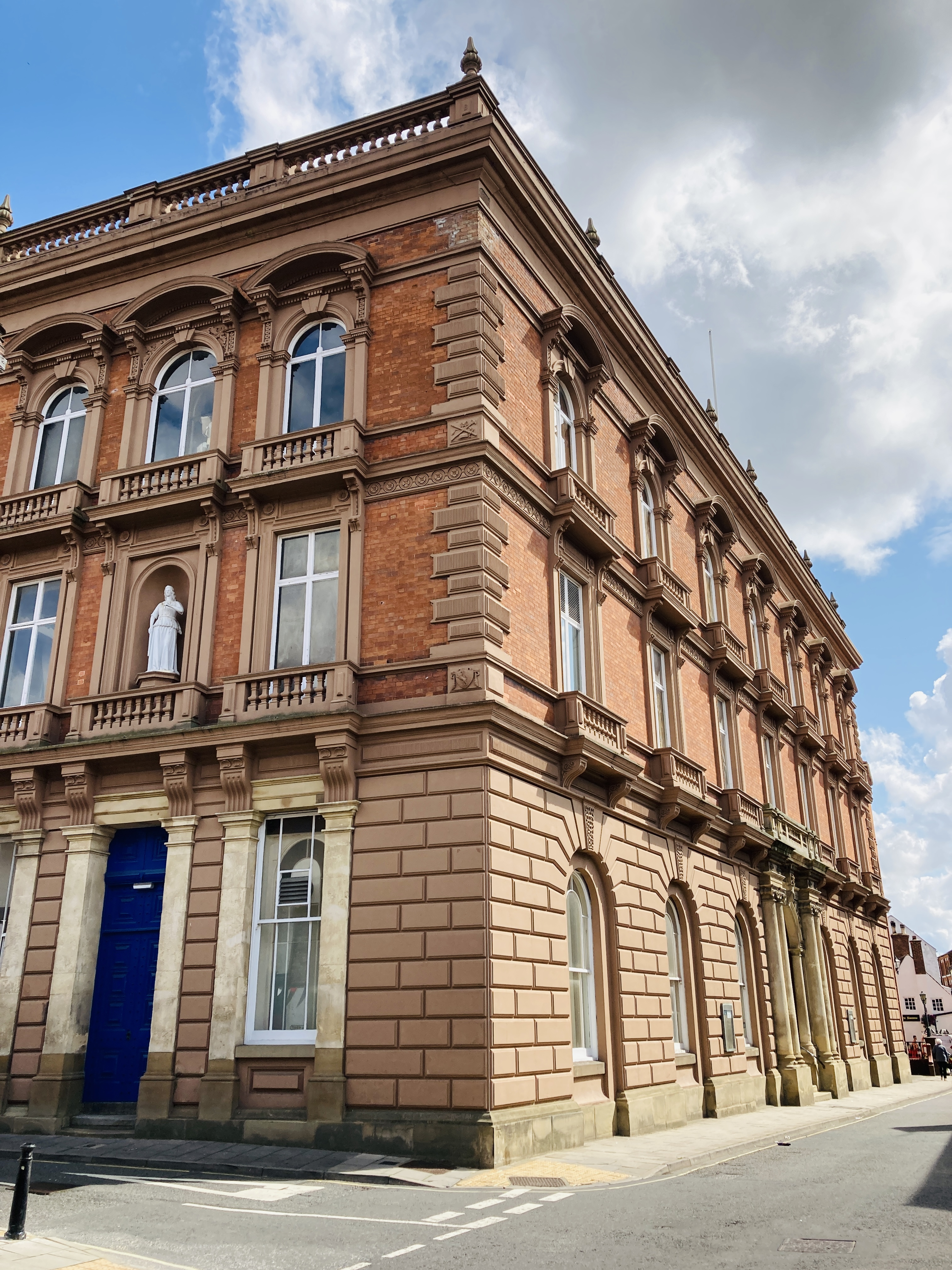
Louth Town Hall, wo Brewster und Edith Hudson 1910 eine Rede von David Lloyd George störten.

Brewster war 1910 an einem Vorfall in der Louth Town Hall in Louth in Lincolnshire beteiligt, als es ihr und ihrer Mitstreiterin Edith Hudson gelang, sich mehr als 24 Stunden lang auf dem Dachboden über dem Ballsaal zu verstecken, um eine Rede des damaligen Schatzkanzlers und späteren Premierministers David Lloyd George abzuwarten, die dort gehalten werden sollte. Sie und Hudson schrien laut und unterbrachen seine Rede. Daraufhin sagte Lloyd George: „Ich sehe, dass ein paar Fledermäuse im Dach sind – sollen sie doch quieken, das macht doch nichts. Sie zählen bei dieser Wahl nur sehr wenig. Ich sympathisiere mit ihrer Sache, aber nichts lässt mich mehr an ihrem Erfolg verzweifeln als ihr Beharren auf dummen Taktiken.“ Als die Sitzung fortgesetzt wurde, schoben die beiden Frauen eine Fahne durch die Öffnung in der Decke, die auf das Podium fiel. Lloyd George antwortete: „Ich fürchte, wir werden eine Katze da drin freilassen müssen!“ Beide Frauen wurden verhaftet und erhielten eine polizeiliche Verwarnung.
Kurz darauf wurde sie verhaftet und für den Prozess über Schäden im Walton Gaol nach Liverpool zurückgebracht. Am 21. Januar 1910 wurde sie zu einer sechswöchigen Haftstrafe mit Zwangsarbeit verurteilt. Vor Antritt ihrer Strafe zahlte sie 5 Schilling. Während sie ihre Strafe verbüßte, hielt die WSPU eine Protestversammlung vor dem Gefängnis ab, und in London beschwerte sich Emmeline Pethick-Lawrence über die Ungerechtigkeit von Brewsters Strafe und verglich sie mit einer Geldstrafe von 5 Shilling, die kürzlich einem Mann auferlegt worden war, der eine Frau mit einem Baby angegriffen und beide zu Boden gestoßen hatte. Brewster trat sofort in einen Hungerstreik und legte gleichzeitig Berufung gegen ihr Urteil ein. Am 30. Januar 1910 wurde sie gegen Kaution aus dem Gefängnis entlassen, nachdem sie sechs Tage lang in den Hungerstreik getreten und zweimal zwangsernährt worden war. Nach ihrer Entlassung aus dem Gefängnis erhielt sie wie andere Suffragetten von der WSPU die sogenannte „Hungerstreikmedaille“ For Valour verliehen.
Am 18. November 1910 wurde Brewster erneut verhaftet, als sie und mehr als 300 andere Frauen am sogenannten „Schwarzen Freitag“ in London teilnahmen, einem Marsch zum Parlamentsgebäude. Im November 1911 wurde Brewster erneut verhaftet, weil sie zwei Fensterscheiben des National Liberal Club im Wert von 20 Schilling eingeschlagen hatte. Sie wurde zu einer Geldstrafe von 5 Pfund oder 21 Tagen Gefängnis verurteilt, aber es ist nicht bekannt, wofür sie sich entschied, da das Protokoll nicht erhalten ist. Einige Wochen später wurde sie erneut verhaftet, weil sie im Postamt von Rayleigh Fensterscheiben eingeschlagen hatte, wofür sie zu einer Geldstrafe von 5 £ oder einem Monat Haft verurteilt wurde. Die Geldstrafe wurde jedoch von einer Frau im Gerichtssaal bezahlt. Wie viele andere Suffragetten weigerte sie sich, ihre Daten für die Volkszählung von 1911 anzugeben.
Am 26. Februar 1913 erschien im The Daily Telegraph ein Letter to the Editor von Brewster:

„Everyone seems to agree upon the necessity of putting a stop to Suffragist outrages, but no-one seems certain how to do so. There are two, only two ways in which this can be done. Both will be effectual.
1. Kill every woman in the United Kingdom.
2. Give women the vote.“

„Alle scheinen sich über die Notwendigkeit einig zu sein, den Ausschreitungen der Suffragisten Einhalt zu gebieten, aber niemand scheint sich sicher zu sein, wie dies geschehen soll. Es gibt zwei, nur zwei Wege, auf denen dies geschehen kann. Beide werden wirkungsvoll sein.
1. Jede Frau im Vereinigten Königreich töten.
2. Den Frauen das Wahlrecht geben.“

Im Februar 1914 wurde die United Suffragists von Mitgliedern der National Union of Women’s Suffrage Societies (NUWSS) und der WSPU gegründet. Im Gegensatz zur WSPU nahm sie auch Männer und nicht-militante Suffragisten auf. Mit dem Ausbruch des Ersten Weltkriegs schlossen Regierung und WSPU ein Stillhalteabkommen, so dass die militanten Aktivitäten der Suffragetten eingestellt und für die Verurteilten eine Amnestie in Kraft trat. Die United Suffragists führten die Kampagne weiter und übernahmen die Veröffentlichung von Votes for Women als ihr Sprachrohr. Brewster beteiligte sich aktiv daran, wurde als Sekretärin Mitglied des leitenden Ausschusses und half auch bei der Gründung einer Zweigstelle der United Suffragists in Birmingham. Ebenfalls im Jahr 1914 heiratete ihr jüngerer Bruder Philip Brewster, der später als Kriegsdienstverweigerer inhaftiert wurde, die Suffragette Clara Giveen. Mit der Einführung des (eingeschränkten) Frauenwahlrechts im Jahr 1918 löste sich die Gruppe nach einer Siegesfeier und der Teilnahme an den Feierlichkeiten der NUWSS auf und stellte die Zeitung ein.
Nach dem Krieg engagierte sich Brewster als Spendensammlerin für Save the Children, die im April 1919 in London gegründet worden war, um den Hunger der Kinder in Deutschland und Österreich-Ungarn während der Blockade Deutschlands durch die Alliierten zu lindern. Außerdem unterstützte sie die Labour Party als Spendensammlerin im Wahlkampf.
Brewster lebte zuletzt aus ihrem Vermögen in Weobley, einem Dorf in Herefordshire und starb 1959 im Krankenhaus von Sallanches in Frankreich. Sie hinterließ ihren Nachlass von knapp 3500 Pfund ihrem Bruder Philip Brewster. Sie war nie verheiratet.